# کوبیلنیتسه (ناحیه برنو-تسوونتری)
کوبیلنیتسه (به چکی: Kobylnice) یک منطقهٔ مسکونی در جمهوری چک است که در ناحیه برنو-تسوونتری واقع شده‌است. کوبیلنیتسه ۵٫۰۹ کیلومتر مربع مساحت و ۱٬۰۱۱ نفر جمعیت دارد و ۲۱۴ متر بالاتر از سطح دریا واقع شده‌است.